# Danh sách nhà văn Ý
  Đây là danh sách các nhà văn Ý đáng chú ý, bao gồm tiểu thuyết gia, nhà tiểu luận, nhà thơ và những nhân vật khác có sản phẩm nghệ thuật chính là văn học.

## A
- Crescenzo Alatri (1825-1897)
- Attilio Albergoni (sinh 1949)
- Sibilla Aleramo (1876–1960)
- Vittorio Alfieri (1749–1803)
- Dante Alighieri (1265–1321)
- Magdi Allam (sinh 1951)
- Ernesto Aloia (sinh 1965)
- Corrado Alvaro (1895–1956)
- Pasquale Amati (1726–1792)
- Niccolò Ammaniti (sinh 1966)
- Elisa S. Amore (sinh 1984)
- Cecco Angiolieri (thế kỷ thứ 13)
- Giulio Angioni (1939–2017)
- Andrea da Grosseto (thế kỷ thứ 13)
- Ludovico Ariosto (1474–1533)
- Giovanni Arpino (1927–1987)
- Antonia Arslan (sinh 1938)
- Devorà Ascarelli (thế kỷ thứ 16)

## B
- Emma Baeri (sinh 1942)
- Andrea Bajani(sinh 1975)
- Alfredo Balducci (1920–2011)
- Barbara Baraldi
- Ermolao Barbaro (1454–1493)
- Ermolao Barbaro (bishop) (1410–1474)
- Francesco Barbaro (1390–1454)
- Giosafat Barbaro (1413–1494)
- Marco Barbaro (1511–1570)
- Alessandro Baricco (sinh 1958)
- Giorgio Bassani (1916–2000)
- Cesare Beccaria (1738–1794)
- Stefano Benni (sinh 1947)
- Pietro Bembo (1470–1547)
- Mario Benzing (1896–1958)
- Giuseppe Berto (1914–1978)
- Enzo Bettiza (1927–2017)
- Enzo Biagi (1920–2007)
- Luciano Bianciardi (1922–1971)
- Luther Blissett (sinh 1958)
- Giovanni Boccaccio (1313–1375)
- Matteo Maria Boiardo (1434–1494)
- Arrigo Boito (1842–1918)
- Camillo Boito (1836–1914)
- Franco Bolelli (1950–2020)
- Vitaliano Brancati (1907–1954)
- Enrico Brizzi (sinh 1974)
- Giordano Bruno (1548–1600)
- Gesualdo Bufalino (1920–1996)
- Aldo Busi (sinh 1948)
- Dino Buzzati (1906–1972)

## C
- Achille Giovanni Cagna (1847–1931)
- Roberto Calasso (1941–2021)
- Italo Calvino (1923–1985)
- Andrea Camilleri (1925–2019)
- Dino Campana (1885–1932)
- Manuela Campanelli (sinh 1962)
- Achille Campanile (1899–1977)
- Luigi Capuana (1839–1915)
- Enrichetta Caracciolo (1821–1901)
- Alberto Caramella (1928–2007)
- Giosuè Carducci (1835–1907)
- Nadia Cavalera (sinh 1950)
- Gianni Celati (1937–2022)
- Benvenuto Cellini (1500–1571)
- Vincenzo Cerami (1940–2013)
- Guido Cervo (sinh 1952)
- Saveria Chemotti (sinh 1947)
- John Ciardi (1916–1986)
- Pietro Citati (1930–2022)
- Carlo Collodi (1826–1890)
- Vincenzo Consolo (1933–2012)
- Matteo Corradini (sinh 1975)
- Benedetto Croce (1866–1952)

## D
- Jacobus de Voragine (1230 - 1298)
- Jacopone da Todi (1230 - 1306)
- Gabriele D'Annunzio (1863–1938)
- Massimo D'Azeglio (1798–1866)
- Edmondo De Amicis (1846–1908)
- Giacomo Debenedetti (1901–1967)
- Andrea De Carlo (sinh 1952)
- Grazia Deledda (1871–1936)
- Massimo del Pizzo (khuyết năm tháng)
- Silvana De Mari (sinh 1953)
- Sergio De Santis (sinh 1953)
- Raffaella de' Sernigi (1473–1557)
- Paola Drigo (1876–1938)

## E
- Umberto Eco (1932–2016)
- Muzi Epifani (1935–1984)
- Valerio Evangelisti (sinh 1952)
- Julius Evola (1898–1974)

## F
- Francesco Falconi (sinh 1976)
- Giorgio Faletti (1950–2014)
- Oriana Fallaci (1929–2006)
- Beppe Fenoglio (1922–1963)
- Ennio Flaiano (1910–1972)
- Dario Fo (1926–2016)
- Marcello Fois (sinh 1960)
- Antonio Fogazzaro (1842–1911)
- Ugo Foscolo (1778–1827)
- Bruno Forte (sinh 1949)
- Carlo Fruttero (1926–2012)

## G
- Carlo Emilio Gadda (1893–1973)
- Barbara Gallavotti (sinh 1968)
- Natalia Ginzburg (1916–1991)
- Paolo Giordano (sinh 1982)
- Cinzia Giorgio (sinh 1975)
- Raffaello Giovagnoli (1838–1915)
- Guglielmo il Giuggiola (thế kỷ thứ 16)
- Giambattista Giraldi Cinzio (1504–1573)
- Carlo Goldoni (1707–1793)
- Corrado Govoni (1884-1965)
- Guido Gozzano (1883–1916)
- Giovannino Guareschi (1908–1968)
- Robert "Bobby" Germaine (1925–1986)
- Tonino Guerra (1920–2012)

## H
- Petrus Haedus (1427–1504)

## I
- Ibn Hamdis (1056 - 1133)

## J
- Fleur Jaeggy (sinh 1940)

## L
- Tommaso Landolfi (1908–1979)
- Brunetto Latini (1220–1294)
- Bruno Leoni (1913–1967)
- Giacomo Leopardi (1798–1837)
- Menotti Lerro (sinh 1980)
- Franco Loi (1930-2021)
- Carlo Levi (1902–1975)
- Primo Levi (1919–1987)
- Giuseppe Lombardo Radice 1879-1938)
- Carlo Lucarelli (sinh 1960)
- Emilio Lussu (1890–1975)

## M
- Niccolò Machiavelli (1469–1527)
- Alessandra Macinghi Strozzi (1406–1471)
- Claudio Magris (sinh 1939)
- Maria Majocchi (1864–1917)
- Clementina Laura Majocchi (1866–1945)
- Curzio Malaparte (1898–1957)
- Marco Malvaldi (sinh 1974)
- Valerio Massimo Manfredi (sinh 1943)
- Giorgio Manganelli (1922 - 1990)
- Fabio Maniscalco (1965–2008)
- Gianna Manzini (1896–1974)
- Alessandro Manzoni (1785–1873)
- Dacia Maraini (sinh 1936)
- Fosco Maraini (1912–2004)
- Diego Marani (sinh 1959)
- Lucrezia Marinella (1571–1653)
- Stefano Massini (sinh 1975)
- Chiara Matraini (1515–1604)
- Margaret Mazzantini (sinh 1961)
- Carlo Mazzoni (sinh 1979)
- Melania Mazzucco (sinh 1966)
- Fulvio Melia (sinh 1956)
- Maria Messina (1887–1944)
- Franco Mimmi (sinh 1942)
- Federico Moccia (sinh 1963)
- Grazyna Miller (1957–2009)
- Massimo Mongai (1950–2016)
- Valeria Montaldi (sinh 19??)
- Eugenio Montale (1896–1981)
- Maria Montessori (1870–1952)
- Beatrice Monroy (sinh 1953)
- Giuliana Morandini (1938–2019)
- Elsa Morante (1912–1985)
- Marta Morazzoni (sinh 1950)
- Olympia Morata (1526–1555)
- Alberto Moravia (1907–1990)
- Antonio Moresco (sinh 1947)

## N
- Neera (Anna Radius Zuccari) (1846–1918)
- Ada Negri (1870–1945)
- Ippolito Nievo (1831–1861)

## P
- Aldo Palazzeschi (1885–1974)
- Giancarlo Pallavicini (sinh 1931)
- Angeliki Palli (1798–1875)
- Melissa Panarello (sinh 1985)
- Giovanni Papini (1881–1956)
- Giovanni Pascoli (1855-1912)
- Pier Paolo Pasolini (1922–1975)
- Cesare Pavese (1908–1950)
- Roberto Pazzi (sinh 1946)
- Silvio Pellico (1789–1854)
- Danilo Pennone (sinh 1963)
- Frank Peretti (sinh 1951)
- Giovanni Pico della Mirandola (1463–1494)
- Tommaso Pincio
- Luigi Pirandello (1867–1936)
- Fernanda Pivano (1917–2009)
- Joseph Pivato (sinh 1946)
- Angelo Poliziano (1454–1494)
- Marco Polo (1254–1324)
- Vasco Pratolini (1913–1991)
- Hugo Pratt (1927–1995)
- Mario Praz (1896–1982)
- Ottavio Profeta (1890–1963)
- Luigi Pulci (1432–1484)

## Q
- Roberto Quaglia (sinh 1962)
- Salvatore Quasimodo (1901–1968)

## R
- Lidia Ravera (sinh 1951)
- Mario Rigoni Stern (1921–2008)
- Gianni Rodari (1920–1980)
- Lalla Romano (1906–2001)
- Emanuela Da Ros (sinh 1959)

## S
- Umberto Saba (1883–1957)
- Emilio Salgari (1862–1911)
- Rubino Romeo Salmonì (1920–2011)
- Emilia Salvioni (1895–1967)
- Alberto Savinio (1891–1952)
- Leonardo Sciascia (1921–1989)
- Matilde Serao (1856–1927)
- Beppe Severgnini (sinh 1956)
- Ignazio Silone (1900–1978)
- Mario Soldati (1906–1999)
- Mario Spezi (1945–2016)
- Italo Svevo (1861–1928)
- Roberto Saviano (sinh 1979)

## T
- Antonio Tabucchi (1943–2012)
- Susanna Tamaro (sinh 1957)
- Torquato Tasso (1544–1595)
- Tiziano Terzani (1938–2004)
- Roberto Tiraboschi (sinh 1951)
- Giuseppe Tomasi di Lampedusa (1896–1957)
- Fulvio Tomizza (1935–1999)
- Pier Vittorio Tondelli (1955–1991)
- Marco Travaglio (sinh 1964)

## U
- Luigi Ugolini (1891–1980)
- Giuseppe Ungaretti (1888–1970)

## V
- Giorgio van Straten (sinh 1955)
- Giovanni Verga (1840–1922)
- Grazia Verasani (sinh 1964), nhà văn trinh thám
- Giuseppe Vergani
- Sandro Veronesi (sinh 1959)
- Anna Vertua Gentile (1850–1926)
- Mitì Vigliero Lami (sinh 1957)
- Simona Vinci[1] (sinh 1970)
- Ottavia Vitagliano (1894–1975)
- Elio Vittorini (1908–1966)
- Paolo Volponi (1924-1994)

## W
- Wu Ming

## Z
- Enrica Zunic'